# Jocelyne Gout
Jocelyne Gout (* 10. März 1968 in Alès) ist eine ehemalige französische Fußballspielerin.

## Vereinskarriere
Die Mittelfeldspielerin begann mit dem Vereinsfußball als Jugendliche bei den Cheminots Nîmes. Mit 16 Jahren wechselte sie zum Racing Club Paillade ins nahegelegene Montpellier. Von dort holte sie 1987 der FC Lyon, der sich in den folgenden Jahren zu einem der beiden dominierenden Klubs im französischen Frauenfußball entwickelte und mit dem Jocelyne Gout 1991 an der Seite überwiegend etwas älterer Mitspielerinnen wie Marie-Christine Umdenstock, Véronique Nowak und Marie-Angèle Blin unter Lyons langjährigem Trainer Jean-François Vuillemin ihren ersten Landesmeistertitel gewann. Diese Meisterschaften wurden seinerzeit noch in einer Mischung aus Liga- und K.-o.-Modus ausgespielt; eine frankreichweite höchste Liga gab es erst ab 1992, und gleich in der ersten Saison dieser Championnat National 1 A genannten Spielklasse stand am Ende der FC Lyon an der Tabellenspitze. Zwei Monate zuvor hatte Gout auch in der französischen Nationalelf debütiert (siehe den Abschnitt weiter unten).
1995 und 1998 folgten ihre Meistertitel Nummer drei und vier mit dem FCL. Nach elf Jahren in Lyon beendete die inzwischen 30-Jährige 1998 ihre Karriere auf diesem hohen Niveau. Erfolge im französischen Landes- oder im Europapokal fehlen in ihrem Palmarès, weil beide Wettbewerbe erst 2001 eingeführt wurden.

### Stationen
- Cheminots Nîmes (bis 1984)
- Racing Club Paillade Montpellier (1984–1987)
- FC Lyon (1987–1998)

## Nationalspielerin
In die französische A-Nationalfrauschaft wurde Jocelyne Gout von Trainer Aimé Mignot erst relativ spät – einen Tag vor ihrem 25. Geburtstag – berufen. Nach diesem Debüt, einem 1:3 in Schweden, entwickelte sie sich aber sehr schnell zur Stammspielerin bei den Bleues und brachte es innerhalb von viereinviertel Jahren auf insgesamt 30 Spiele. Darin erzielte sie auch vier Treffer. Gegen ein Team aus dem deutschsprachigen Raum hat Gout lediglich ein Match bestritten, nämlich das 0:3 gegen Deutschland, drei Tage nach ihrem Debüt.
Ihr letztes Länderspiel bestritt sie im Juni 1997 gleichfalls in Schweden; dies war das 1:1 gegen Spanien bei der Europameisterschafts-Endrunde. Mignots Nachfolgerin Élisabeth Loisel berücksichtigte die Mittelfeldakteurin anschließend nicht mehr.

## Palmarès
- Französische Meisterin 1991, 1993, 1995, 1998 (und Vizemeisterin 1994)
- 30 A-Länderspiele, 4 Treffer